# Пещерский сельсовет
Пещерский сельсовет — упразднённое муниципальное образование со статусом сельского поселения и административно-территориальное образование в Залесовском районе Алтайского края России. Административный центр — село Пещерка.
С 1 апреля 2021 года Пещерский сельсовет как муниципальное и административно-территориальное образование упразднён в связи с преобразованием Залесовского муниципального района в муниципальный округ.

## Население
| 1997  | 1998  | 1999  | 2000  | 2001  | 2002  |
| ----- | ----- | ----- | ----- | ----- | ----- |
| 2042  | ↘1984 | ↘1921 | ↘1913 | ↘1901 | ↘1827 |
| 2003  | 2004  | 2005  | 2006  | 2007  | 2008  |
| ↘1685 | ↗1687 | ↘1661 | ↘1634 | ↘1615 | ↘1604 |
| 2009  | 2010  | 2011  | 2012  | 2013  | 2014  |
| ↘1578 | ↘1443 | ↘1440 | ↘1395 | ↘1379 | ↘1323 |
| 2015  | 2016  | 2017  | 2018  | 2019  | 2020  |
| ↘1281 | ↘1241 | ↘1227 | ↘1202 | ↘1140 | ↘1138 |
| 2021  |       |       |       |       |       |
| ↘1116 |       |       |       |       |       |

По результатам Всероссийской переписи населения 2010 года, численность населения муниципального образования составила 1443 человека, в том числе 720 мужчин и 723 женщины. Оценка Росстата на 1 января 2012 года — 1395 человек.

## Населённые пункты
В состав сельского поселения входили два населённых пункта:
- село Гуниха,
- село Пещерка.